# Avoudrey
Avoudrey ist eine französische Gemeinde mit 954 Einwohnern (Stand: 1. Januar 2022) im Département Doubs in der Region Bourgogne-Franche-Comté.

## Geographie
Avoudrey liegt auf 710 m über dem Meeresspiegel, sieben Kilometer östlich von Valdahon und etwa 33 Kilometer ostsüdöstlich der Stadt Besançon (Luftlinie). Das Dorf erstreckt sich im Jura, inmitten des Beckens von Avoudrey, nördlich des Mont Chaumont.
Die Fläche des 12,86 km² großen Gemeindegebiets umfasst einen Abschnitt des französischen Juras. Der Hauptteil des Gebietes wird vom schwach reliefierten Becken von Avoudrey eingenommen, das eine Breite von ungefähr 4 km und eine Länge von fast 10 km aufweist und durchschnittlich auf 720 m liegt. Es ist überwiegend von Acker- und Wiesland bestanden. Das Plateau besitzt keine oberirdischen Fließgewässer, weil das Niederschlagswasser im verkarsteten Untergrund versickert. Avoudrey selbst liegt in einem Trockental, das topographisch zum Einzugsgebiet der Reverotte (Zufluss des Dessoubre) gehört. Die Landschaft weist verschiedene Mulden und Kuppen auf. Nach Süden erstreckt sich das Gemeindeareal in das Waldgebiet von Les Tremblots (772 m). Im Nordwesten wird das Becken vom bewaldeten Höhenzug des Mont du Goux begrenzt. Mit 805 m wird hier die höchste Erhebung von Avoudrey erreicht.
Nachbargemeinden von Avoudrey sind Longechaux und Grandfontaine-sur-Creuse im Norden, Flangebouche im Osten, Longemaison und Passonfontaine im Süden sowie Épenoy und Vercel-Villedieu-le-Camp im Westen.

## Geschichte
Im Mittelalter gehörte Avoudrey zunächst zur Herrschaft Montfaucon, danach zur Herrschaft Cicon. Zusammen mit der Franche-Comté gelangte das Dorf mit dem Frieden von Nimwegen 1678 an Frankreich. Nach der Französischen Revolution wurden die Bauernhöfe am Nordfuß des Mont Chaumont in der eigenständigen Gemeinde Longemaison zusammengefasst. Seit 1998 ist Avoudrey Mitglied des 44 Ortschaften umfassenden Gemeindeverbandes Communauté de communes du Pays de Pierrefontaine-Vercel.
Mit 1. Januar 2009 erfolgte eine Änderung der Arrondissementszugehörigkeit der Gemeinde. Bislang zum Arrondissement Besançon gehörend, kamen alle Gemeinden des Kantons zum Arrondissement Pontarlier.

## Sehenswürdigkeiten
Die dreischiffige Dorfkirche von Avoudrey wurde im 16. Jahrhundert erbaut (aus dieser Zeit sind der Chorraum und der Portalbereich erhalten) und im 17. respektive 18. Jahrhundert verändert. Im Ortskern sind verschiedene Bauernhäuser aus dem 17. bis 19. Jahrhundert im charakteristischen Stil der Franche-Comté erhalten.

## Bevölkerung
| Jahr                       | 1962 | 1968 | 1975 | 1982 | 1990 | 1999 | 2006 | 2016 |
| Einwohner                  | 576  | 543  | 658  | 710  | 710  | 705  | 754  | 900  |
| Quellen: Cassini und INSEE |      |      |      |      |      |      |      |      |

Mit 954 Einwohnern (1. Januar 2022) gehört Avoudrey zu den kleinen Gemeinden des Départements Doubs. Während der ersten Hälfte des 20. Jahrhunderts pendelte die Einwohnerzahl stets im Bereich zwischen 500 und 640 Personen. Seit Ende der 1960er Jahre wurde jedoch ein Bevölkerungswachstum verzeichnet.

## Wirtschaft und Infrastruktur
Avoudrey war bis ins 20. Jahrhundert hinein ein vorwiegend durch die Landwirtschaft (Viehzucht und Milchwirtschaft, Ackerbau) geprägtes Dorf. Daneben gibt es heute verschiedene Betriebe des Klein- und Mittelgewerbes, darunter in den Branchen Holzindustrie, Fleischverarbeitung und Herstellung von Uhrenarmbändern (aus Leder und Metall). Viele Erwerbstätige sind auch Wegpendler, die in den umliegenden größeren Ortschaften ihrer Arbeit nachgehen.

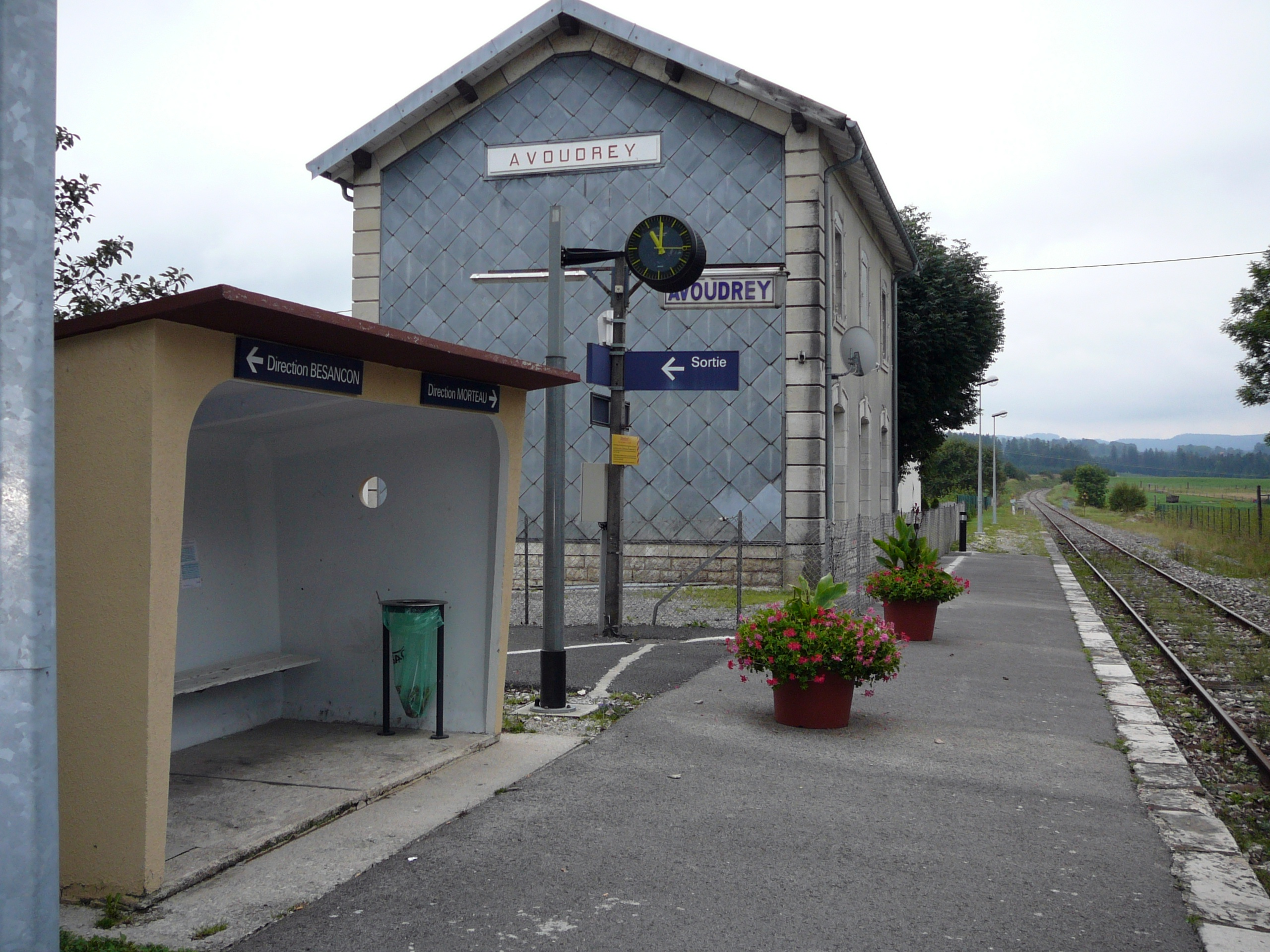
Bahnhof Avoudrey

Die Ortschaft ist verkehrstechnisch gut erschlossen. Sie liegt an der Hauptstrasse D461, die von Besançon nach Morteau führt. Durch eine vierspurige Umfahrung ist der Ortskern heute vom Durchgangsverkehr entlastet. Weitere Straßenverbindungen bestehen mit Gilley, Passonfontaine und Longechaux. Avoudrey besitzt einen Bahnhof an der Eisenbahnstrecke von Besançon nach Le Locle.